# 卢瓦尔河畔拉塞勒
卢瓦尔河畔拉塞勒（法語：La Celle-sur-Loire，法語發音：[la sɛl syʁ lwaʁ]）是法国涅夫勒省的一个市镇，属于卢瓦尔河畔科讷库尔区。

## 地理
卢瓦尔河畔拉塞勒（47°28'20"N, 2°55'46"E）面积21.17 平方千米，位于法国勃艮第-弗朗什-孔泰大區涅夫勒省，该省份为法国中部省份，北至约讷省，西北接卢瓦雷省，西接谢尔省，南至阿列省，东南接索恩-卢瓦尔省，东临科多尔省。
与卢瓦尔河畔拉塞勒接壤的市镇（或旧市镇、城区）包括：布勒雷、莱雷、莱雷附近叙里、阿奈、阿尔基扬、卢瓦尔河畔科讷库尔、米耶讷、卢瓦尔河畔讷维、圣韦兰。

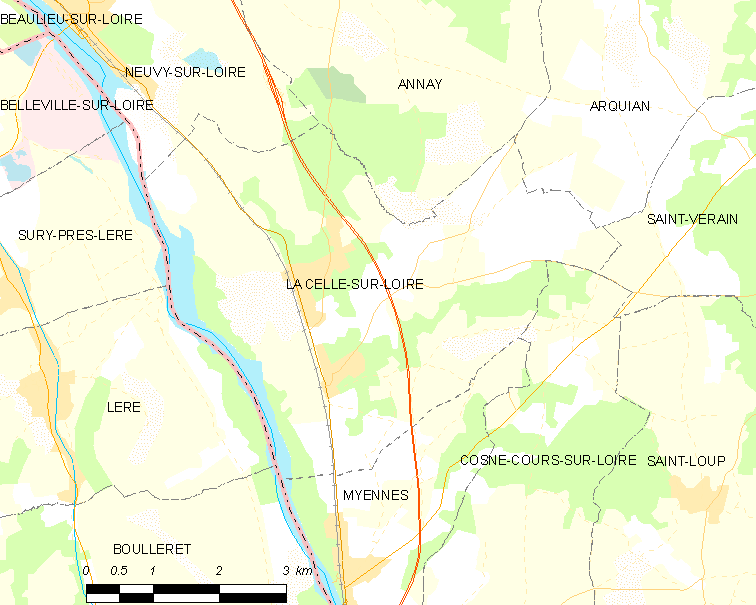
卢瓦尔河畔拉塞勒的OSM定位图

卢瓦尔河畔拉塞勒的时区为UTC+01:00、UTC+02:00（夏令时）。

## 行政
卢瓦尔河畔拉塞勒的邮政编码为58440，INSEE市镇编码为58044。

## 政治
卢瓦尔河畔拉塞勒所属的省级选区为卢瓦尔河畔科讷库尔县。

## 人口

1962-2008年间卢瓦尔河畔拉塞勒人口变化图示

卢瓦尔河畔拉塞勒于2022年1月1日时的人口数量为786人。